# El Cabalgador
El Cabalgador es un antiguo núcleo de población despoblado ubicado dentro del municipio de Villarrobledo, situado al noroeste de la provincia de Albacete (España) y a unos 26 km al sur de su Ayuntamiento.

## Historia
Es uno de los primeros núcleos ubicados en el actual término municipal de los que se tiene noticia histórica, pues el Poçuelo del Cabalgador ya es citado en 1256 como mojón en la partición de términos de Alcaraz y la Orden de Santiago (Ossa de Montiel), al igual que otros como la Fuente del Espino (parroquia medieval de la que era anejo) de los que, además de histórica, se tiene constancia arqueológica. Durante el siglo XV se conocen los fracasados intentos de Alcaraz por repoblarlo, con ello parece confirmarse que el núcleo de población debió estar del lado Alcaraceño (hoy en Villarrobledo) y no del Santiaguista (Alhambra u Ossa de Montiel). Hasta 1557, fecha en que se amplia el término villarrobletano y adquiere su configuración actual, conforma una estrecha franja (llamada El Rincón del Cabalgador) de terreno montuoso, típico de las primeras estribaciones del Campo de Montiel y separado de la que era hasta entonces su población matriz: Alcaraz.
Está situado a las faldas del pico El Cabalgador, en la Sierra homónima; que constituye el límite norte de las Lagunas de Ruidera. Lejos de aludir a la cría de caballos (documentada históricamente en El Cabalgador) o a la posible alusión a alguna cabalgada o batalla cercana (relacionada a su vez con las cercanas Huesa de los Almogávares de Alhambra, la Ossa de Montiel y la Ossa del Moral de Villarrobledo), la etimología de su nombre puede hacer referencia a dichas lagunas (Kab al-gadur= Campo de las Lagunas) o quizá a las posibles lagunas que, en tiempos, se pudieron formar en sus cercanías (Véase Fuente del Espino).
Su verdadera importancia estriba, precisamente, en la posible luz que pueda aportar para solucionar el enigma de la ciudad de Laminio ya que estaría enclavado en una auténtica encrucijada de vías pecuarias y caminos antiguos. De hecho, está fácilmente comunicado con todos los yacimientos cercanos de época prerromana y romana de todos los tamaños (desde simples mansio y estaciones de postas romanas o pequeñas morras ibéricas hasta poblaciones de medio y gran tamaño como Libisosa), así como con importantes enclaves más lejanos (Segóbriga o Mentesa, por ejemplo) por vías antiguas sobradamente conocidas. Además la Sierra del Cabalgador se extiende por los términos municipales de tres de las poblaciones que tradicionalmente se han adjudicado la existencia del oppidum carpetano en su suelo: Alhambra (Ciudad Real), Ossa de Montiel y Villarrobledo.